# Itapema
Itapema este un oraș în Santa Catarina (SC), Brazilia.